# Fleur de pierre
Fleur de pierre es una película del año 1992.

## Sinopsis
Historia de un bereber vivaz y malicioso que da de beber a una flor muerta de sed en un mundo mágico y surrealista que recuerda al sur de Túnez.